# Sacha Clémence
Sacha Clémence (Bordeaux, 1º giugno 1988) è un ex calciatore francese, di ruolo attaccante.

## Carriera
Ha giocato nella seconda divisione francese e nella massima serie rumena.